# Pomacentrus grammorhynchus
Pomacentrus grammorhynchus är en fiskart som beskrevs av Fowler, 1918. Pomacentrus grammorhynchus ingår i släktet Pomacentrus och familjen Pomacentridae. Inga underarter finns listade i Catalogue of Life.